# 秦基周
秦基周（1989年1月26日—），韓國女演員。

## 演藝經歷
大學畢業後曾於三星集團工作3年，離職後於新聞業擔任3個月的實習記者。2014年參與第23屆超級模特兒選拔大賽獲得第三名，2015年起才正式踏入演員之路。
2016年出演浪漫奇幻古装剧《步步惊心：丽》，剧中饰演有着明朗微笑與性格的丫鬟彩铃，也凭借该剧为人所知悉。2018年出演《過來抱抱我》第一次擔綱電視劇女主角，2020年以《Oh！三光公寓！》獲得當年KBS演技大獎長篇電視劇部門女子優秀演技獎以及最佳情侶獎。

## 演出作品

### 劇集
| 年份   | 播放平台 | 劇名                      | 角色             | 備註     |
| 2015年 | tvN      | 《第二個二十歲》          | 朴聖賢           |          |
| 2015年 | MBC      | 《撲通撲通LOVE》          | 曉妍／昭憲王后   |          |
| 2016年 | MBC      | 《再一次 Happy Ending》   | 安純秀           |          |
| 2016年 | SBS      | 《月之戀人—步步驚心：麗》 | 彩玲             |          |
| 2016年 | tvN      | 《法妻當自強》            | 蘇怡秀           |          |
| 2017年 | SBS PLUS | 《星期三下午3點30分》     | 孫恩舞           |          |
| 2018年 | JTBC     | 《Misty》                 | 韓智苑           |          |
| 2018年 | MBC      | 《過來抱抱我》            | 韓在伊／吉樂園   | 主演     |
| 2019年 | SBS      | 《初次見面我愛你》        | 鄭佳熙           | 主演     |
| 2020年 | KBS2     | 《Oh！三光公寓！》        | 李光彩雲／朴瑞妍 | 主演     |
| 2022年 | MBC      | 《現在開始是Showtime！》  | 高璱邂／千華公主 | 主演     |
| 2022年 | tvN      | 《流星》                  | 金真慶           | 特別出演 |
| 2023年 | KBS      | 《偶然遇見的你》          | 白允英           | 主演     |
| 2024年 | Disney+  | 《逆貧大叔》              | 朱餘進           | 主演     |
| 2025年 | MBC      | 《臥底高中》              | 吳秀雅           | 主演     |
| 待公布 | Netflix  | 《真正的教育》            | 林翰琳           | 主演     |

### 電影
| 年份   | 片名           | 角色   |
| 2018年 | 《小森林》     | 恩淑   |
| 2021年 | 《噩夜逃殺》   | 京美   |
| 2024年 | 《幸福的國家》 | 趙順貞 |

## 獎項與提名
| 年份   | 典禮名稱           | 獎項                         | 作品                     | 結果 |
| 2014年 | 第23屆超級模特大賽 | 不適用                       | 不適用                   | 3    |
| 2019年 | 春史電影獎         | 最佳女子新人獎               | 《小森林》               | 獲獎 |
| 2020年 | KBS演技大賞        | 長篇電視劇部門女子優秀演技獎 | 《Oh！三光公寓！》       | 獲獎 |
| 2020年 | KBS演技大賞        | 最佳情侶獎（與李章宇）       | 《Oh！三光公寓！》       | 獲獎 |
| 2022年 | MBC演技大賞        | 迷你劇部門 女子最優秀演技獎  | 《現在開始是Showtime！》 | 提名 |
| 2022年 | MBC演技大賞        | 最佳情侶獎（與朴海鎮）       | 《現在開始是Showtime！》 | 提名 |

## 外部連結
- 秦基周的Instagram帳戶
- 秦基周在NAVER上的资料
- 秦基周在Daum上的资料